# Orbeni
Orbeni – wieś w Rumunii, w okręgu Bacău, w gminie Orbeni. W 2011 roku liczyła 1967 mieszkańców.